# Nina Childress
Nina Childress (nascuda Christine Childress, 1961) és una artista visual franco-americana, que actualment viu a París, França.

## Vida i treball
Nascuda a Pasadena, Califòrnia, Estats Units, va estudiar a París a l'Escola Nacional Superior de Arts Decoratives (ENSAD). A finals dels anys setanta, va participar activament en el moviment punk francès amb el seu grup, Lucrate Milk. Va començar a pintar al mateix temps i, del 1985 al 1989, es va unir al col·lectiu d'artistes de carrer Les Frères Ripoulin.
La seva obra s'ha mostrat internacionalment en museus, centres d'art i galeries. El 2012, el Museum d'art moderne et contemporain (Ginebra) va realitzar una important exposició de les seves pintures. El 2013, el Palais de Tokyo li va encarregar la Green curtain : una gran instal·lació in situ per a l'entrada del museu.
Childress ensenya pintura a l'École nationale supérieure des Beaux-Arts des del 2019. Anteriorment donat classes a l'École nationale supérieure d'art (ENSA) de Nancy, França.

## Selecció d'exposicions individuals
- Savons, Galerie Jennifer Flay, París, 1993
- Nina Childress, Galerie Philippe Rizzo, París, 1996
- Blurriness, Galerie Éric Dupont, París, 2001
- Mes longs cheveux…, Galerie Artra, Gènova (Itàlia), 2004
- Nina Childress, Galerie Bernard Jordan, París, 2007
- Taules / Bilder, Galerie Bernard Jordan, Zuric, 2009
- La haine de la peinture, Fonds régional d'art contemporain (FRAC), Llemotges, 2009[7]
- Détail et destin, MAMCO, Ginebra, 2009[8]
- Die Grüne Kammer, Galerie Heinz-Martin Weigand, Karlsruhe, 2010
- L'enterrement, Galerie Bernard Jordan, París, 2011
- L'effet Sissi, Museum d'art moderne et contemporain, Ginebra, 2012
- Umriss, Galerie Bernard Jordan, Zuric, 2012
- Der Grüne Vorhang, Galeria Heinz Martin, Berlín, 2013
- Les nudistes, Galerie Bernard Jordan, París, 2014
- Jazy, Hedy et Sissi, La Halle aux Bouchers, Vienne, 2014
- Magenta, Centre Régional d'Art Contemporain, Sète, 2015
- Peindre et acheter, Le Parvis, Tarbes, 2016
- Le requiem du string, Le Carré, Château Gontier, 2016
- Elle aurait dû rester au lit, Galerie Bernard Jordan, París, 2016
- Le hibou aussi trouve ses petits jolis, Musée Paul Dupuy pour le Printemps de Septembre, Toulouse, 2018
- Lobody Noves Me, Fondation d'entreprise Ricard, París[9][10]